# RBU-6000
RBU-6000 (ryska: реактивно-бомбовая установка, ”reaktionsdriven bomb-installation”), även kallad Smersj-2 (ryska: Смерч-2, ”tromb”) är ett raketvapen för ubåtsjakt. Vapnet består av en lavett med tolv eldrör och under den ett 60UP-magasin med 72 eller 96 raketer. Pjäsen laddas om automatiskt genom att eldrören riktas rakt upp och pjäsen vrids så att varje eldrör hamnar rakt ovanför laddautomaten som för upp en ny raket i eldröret. Omladdning av alla tolv eldrör tar cirka 15 sekunder.
Pjäsen fjärrstyrs av eldledningssystemet Burja och kan förutom mot ubåtar även användas mot torpeder och dykare.
RBU-6000 används på ett stort antal olika fartyg i ryska flottan, allt ifrån korvetter till kryssare och hangarfartyg. Systemet har även exporterats till ett flertal länder.
| RGB-60          |                     |
| Typ             | Ubåtsjaktraket      |
| Specifikationer |                     |
| Längd           | 1830 mm             |
| Vikt            | 110 kg              |
| Diameter        | 212 mm              |
| Stridsspets     | Riktad sprängverkan |
| Stridsspetsvikt | 25 kg               |
| Prestanda       |                     |
| Maxdjup         | 500 meter           |